# Szami
Szami, született Szamosi László (Győr, 1987. március 15.) magyar fotográfus, a Magyar Fotóművészek Szövetségének tagja.

## Tanulmányai és munkássága
Fotográfusi tanulmányait a Práter utcai fényképész iskolában végezte. Kezdetben 2007 és 2009 között a 3W stúdióban dolgozott fotóasszisztensként, majd 2009-től 2010-ig a győri Alternatíva Magazinnál töltött be art directori pozíciót. 2009-től a győri RAW Agency reklámügynökség art directoraként tevékenykedik fotográfusi pályája mellett.
Fotográfusként előszeretettel dolgozik stúdióban, azonban fotósorozatai gyakran készülnek akár utazásai során is, dokumentarista és experimentalista fotográfiai irányzatokban alkot. Képanyagainak visszatérő témája a portréfotózás.
Mentorai a fotográfiában Willingstorffer András és Mucsy Szilvia voltak.

## Tagságai
2010-től a Magyar Fotóművészek Szövetségének tagja, valamint 2012 óta alkotója (és egyben alapítója) a budapesti RANDOM Galériának.

## Önálló kiállításai

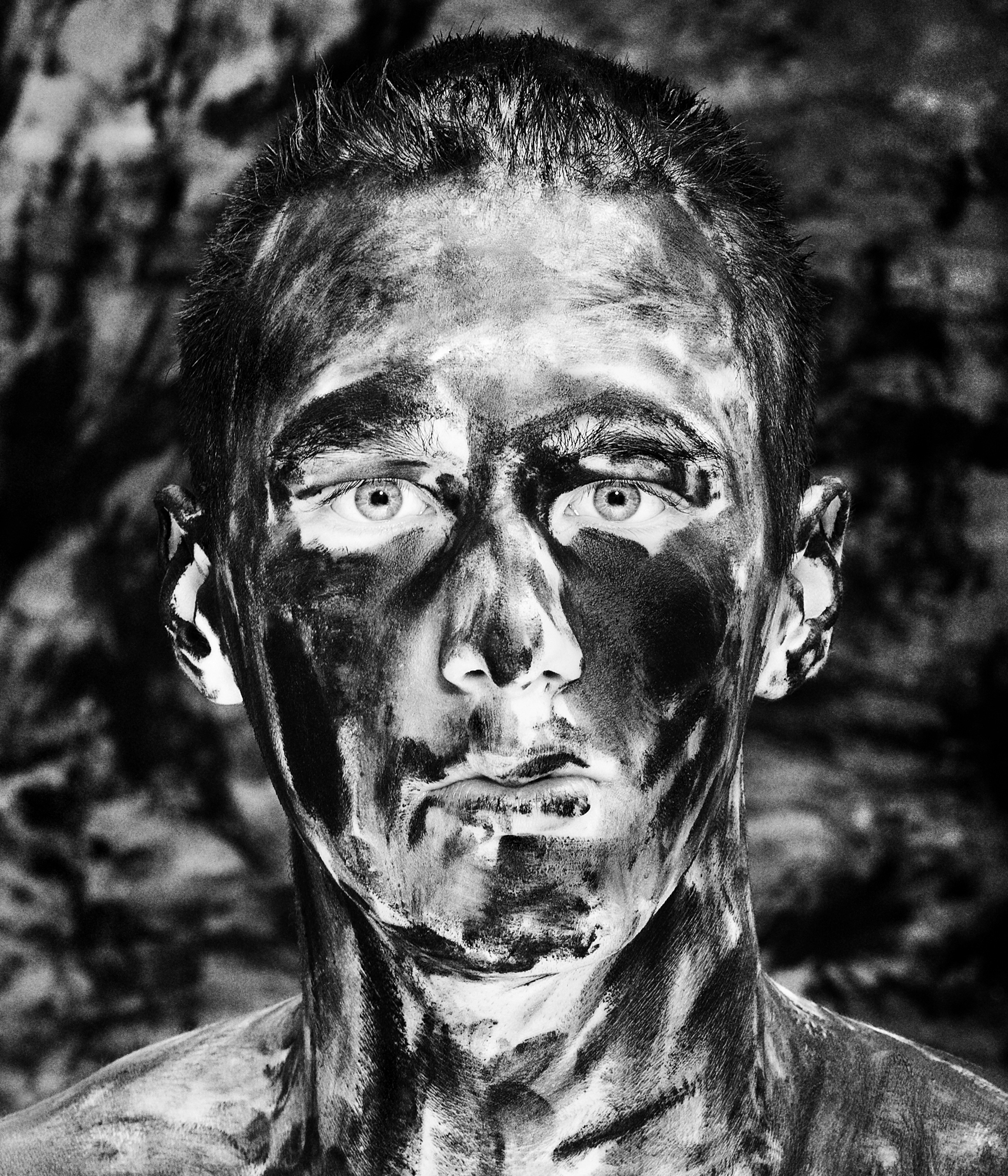
Szami MÁZ című anyagával 2010-ben önálló kiállítást tartott a Mai Manó Házban.

- 2025 – diary. | Tihany[6], Tihanyi Bencés Apátsági Múzeum Galériája
- 2024 – Still on Journey slideshow vetítés | Nyúl, Cseri Pincészet
- 2023 – UNDATED ATTITUDES | Nyúl, Cseri Pincészet
- 2016 – Zero Gravity | Budapest, RANDOM Galéria
- 2011 – MÁZ | Budapest, Mai Manó Ház
- 2010 – Park | Budapest, Fahéj Café
- 2009 – Visions of our age | Győr, Mediawave Nemzetközi Filmfesztivál
- 2007 – Győr, Széchenyi István Egyetem

## Csoportos kiállításai
- 2025 – RANDOM- 3D FEED | Budapest, RANDOM Galéria
- 2025 – Parallel Magyarország | Budapest, CEU Nyitott Galéria
- 2025 – Kör | X. Pécsi Fotóbiennálé | Pécs, Csontváry Múzeum
- 2024 – RANDOMlab – NÉZŐ-PONT | Budapest, RANDOM Galéria
- 2024 – RANDOM- Ön it áll | Budapest, RANDOM Galéria
- 2023 – RANDOM- Wild Wild Life | Budapest, Vízivárosi Galéria
- 2017 – RANDOM- HERE WE ARE | Budapest, Kubik Galéria
- 2015 – RANDOM- Experimental | Budapest, RANDOM Galéria
- 2014 – Young Kertész & Young Hungarians | Németország, Greifswald, Galerie STP
- 2014 – RANDOM Moments I. – Talált táj | Budapest, TOBE Gallery[7]
- 2014 – Fotográfiai Biennálé – TÁJ-ÉLMÉNY | Esztergom[8]
- 2013 – Young Kertész & Young Hungarians | Görögország, Athén, Long Room Gallery
- 2013 – Display | Budapest, B29 Galéria
- 2013 – RANDOM:13 | Budapest, Design Terminál
- 2012 – Real Time Players- Fotóhónap | Budapest, FUGA Galéria
- 2012 – RANDOM | Budapest, Mai Manó Ház
- 2010 – Fotográfiai Biennálé | Esztergom, Rondella Galéria & Budapest, Kolta Galéria
- 2009 – National Geographic International Photography Contest | Budapest
- 2009 – Young Creators' Exhibition | Budapest
- 2009 – 42nd National Photo Competition of Secondary Schools | Pécs
- 2008 – 5. Nemzetközi Fotókiállítás (II. kategória – youth I. helyezés) | Budapest
- 2008 – PASSPORT CONTROL | Győr, Mediawave Nemzetközi Filmfesztivál

## Alkotásai gyűjteményekben
- Magyar Fotográfiai Múzeum | Kecskemét

## Albumok
- diary. | kiadás éve: 2025[9]